# Mecranium crassinerve
Mecranium crassinerve là một loài thực vật có hoa trong họ Mua. Loài này được (Urb.) Skean mô tả khoa học đầu tiên năm 1993.